# Hydnum rufescens
Hydnum rufescens é uma espécia de fungo pertence à família Hydnaceae.